# Romana Krajnčan
Romana Krajnčan, slovenska glasbenica in plesalka, 4. november 1964, Kranj.
V slovenskem prostoru znana kot izvajalka avtorskih pesmi za otroke,  animatorka in pevka šansonov.

## Glasbena kariera in delo
Prepoznavnost je pridobila kot vokalistka ansamblov 12. nadstropje in Sibila, Kranjskega Dixiland Banda in ansambla Rž, ki so ustvarjali v prvi polovici 80. let 20. stoletja. Udeležila se je festivalov Pop delavnica 1983, Slovenska popevka 1983 (Anka kleptomanka) in  2009 (Predam se vsa), Melodije morja in sonca (Naturist)  ter festivalov Slovenski šanson v letih 2003, 2005, 2007, 2009 in 2011.
Leta 1989 je posnela prvo kaseto za otroke z naslovom Romana in Bolhobend ter z leti postala takorekoč sinonim za pevko avtorskih pesmi za otroke. Skupaj je posnela 15  kaset in zgoščenk za otroke, ustvarila šest muzikalov in več glasbeno plesnih predstav za otroke ter knjige z notnim zapisom:
- TV muzikal JUPIJE (režija Slavko Hren), TV Slovenija
- gledališki muzikal MI SE NE DAMO (Prešernovo Gledališče Kranj, režija Boris Kobal, glasba Lojze Krajnčan, koreografija Mojco Horvat)-
- glasbeno plesna predstava STRAŠNOFLETNA (v sodelovanju z Andrejem Rozmanom Rozo in Plesnim klubom Miki)
- GREMO SKUPAJ in
- DOBRA VOLJA JE NAJBOLJA (oba v sodelovanju z Lutkovnim gledališčem Fru Fru) ter
- ROMANA, OTROCI in POŠAST POZABAAA (režija Ivana Djilas)

Izdala knjige:
- MURENČKI, Založba Mladinska knjiga(1998)
- ŠOLA ZA KLOVNE, založba Morfem (2008),
- mali zvezek POJ Z MENOJ za otroške in mladinske pevske zbore , založba Astrum (2007)
- MIŠEK MIŠKO IN BELAMIŠKA - slikanica z zgoščenko pesmi Ferija Lainščka, uglasbil Lojze Krajnčan, izšla pri Založbi Mladinska knjiga (2010)

Pet let je bila urednica glasbenih strani v reviji Ciciban in deset let vodila oddajo za otroke »Na vrtiljaku z Romano« na Radiu Kranj.
Za njo so pisali pesniki kot so: Bina Štampe Žmavc, Andrej Rozman Roza, Feri Lainšček, Barbara Gregorič, Tone Pavček, Zvezdana Majhen, Ksenija Šoster Olmer, Kajetan Kovič,Boris. A Novak.
Za svoje solo delo je prejela 5 Zlatih petelinov, srebrno in zlato ploščo in druge nagrade.
Posnela je tri plošče avtorskih šansonov: Nekaj je v zraku (2004), Vonj po ljubezni (2008) in Manjka mi, manjka (2011).
Nastopala v dveh muzikalih za odrasle:
- LJUBIM TE - SPREMENI SE! (svetovna uspešnica v prevodu Milana Dekleve in v režiji Gašperja Tiča) , produkcija Prospot,2010
- Avtorski muzikal MANJKA MI, MANJKA (produkcija Romana Krajnčan DreamArt, koprodukcija  Siti Teater). Besedilo in režija Gašper Tič.

Izdala zgoščenke za otroke:
- Romana in Bolhobend
- Jupije
- Romana za najmlajše
- Od mravljice do dinozavra
- V pradavnini
- Romana in Cic
- A E I O U
- Figelpok
- Tuba Luba
- Strašnofletne
- Kdo nima hlač?
- Rojstndan
- Najlepše pesmi za otroke
- Pesmi o Miški in Belamiški
- Romana, otroci in pošast Pozabaaa

## Nastopi na glasbenih festivalih

### Slovenska popevka
- 1982: Anka kleptomanka (Janez Hvala/Janez Hvala/Janez Hvala) - članica 12. nadstropja
- 2009: Predam se vsa (Lojze Krajnčan/Ksenija Šošter Olmer/Lojze Krajnčan) (7. mesto)

### Pop delavnica
- 1983: Manekenka - članica 12. nadstropja (3. nagrada občinstva)
- 1984: Oglas - z 12. nadstropjem
- 1985: Pusti mi breze (Vasja Repinc/Duša Repinc)

### Melodije morja in sonca
- 1983: Naturist (Janez Hvala)
- 1985: Mlada sva (Vasko Repinc/Duša Repinc) - s Kranjskim dixielandom

### Festival slovenskega šansona
- 2005: Serenada (Lojze Krajnčan/Boris A. Novak)
- 2007: S tabo
- 2009: Harmonika samo za dva (Lojze Krajnčan/Feri Lainšček/Lojze Krajnčan)
- 2010: Pardon, gospod iz Galastrasse (Lojze Krajnčan/Bina Štampe Žmavc/Lojze Krajnčan)

## Uspešnice
| Leto | Naslov             | Zasedba        |
| ---- | ------------------ | -------------- |
|      | "Anka kleptomanka" | 12. nadstropje |
|      | "Ne maram"         | 12. nadstropje |
|      | "Manekenka"        | 12. nadstropje |
|      | "Naturist"         | 12. nadstropje |
|      | "Račke"            | Sibila         |
|      | "Jaka, lojtro brž" | Ansambel Rž    |
|      | "Huda mravljica"   | solo           |
|      | "Murenčki"         | solo           |
|      | "Vseveda soseda"   | solo           |
|      | "Gusarska"         | solo           |

## Osebno življenje
S tri leta starejšim možem Lojzetom sta najprej živela v Kranju, sedaj pa že 25 let v vasici Senično pri Tržiču. Sta starša dveh sinov in imata dve vnukinji. Njen mož je skladatelj in dirigent Lojze Krajnčan.
Sin Kristijan Krajnčan (*10. junij 1986) je glasbenik, skladatelj, scenarist in režiser. Z ženo Tsarino, ki prihaja iz Bolgarije in je tudi v glasbenih vodah živita v Ljubljani.Imata hčerko (*2018), ki sliši na ime Elora Sofia.
Drugi sin Žigan (*2.oktober 1995) pa plesalec, pevec in performer. Rojen je bil kot Žiga, a je leta 2009 imenu dodal "n". Dela kot voditelj otroške oddaje na RTV Slovenija. Nastopal je tudi v filmu Gremo mi po svoje in sicer v prvem delu. S partnerico, sicer Čehinjo Kristyno, plesalko in koreografinjo sta 2.11.2019 dobil otroka, deklico, ki sta jo poimenovala Rosa Lia. Vsi trije živijo v Kranju.

## Albumi
| Leto | Album            | Skladbe |
| ---- | ---------------- | --- |
| 2008 | Vonj po ljubezni | - Ljubezen (Feri Lainšček, Lojze Krajnčan, arr. Lojze Krajnčan) - Nekje (Ksenija Šoster Olmer, Lojze Krajnčan, arr. Lojze Krajnčan) - Lepa zate (Boris A. Novak, Lojze Krajnčan, arr. Lojze Krajnčan) - Najin mali jutranji obred (Boris A. Novak, Kristijan Krajnčan, arr. Lojze Krajnčan) - Nekoč bo vse spet kot nekoč (Jera Ivanc, Kaja Draksler, arr. Kaja Draksler) - Bila sem srečna danes (Feri Lainšček, Lojze Krajnčan, arr. Lojze Krajnčan) - Serenada (Boris A. Novak, Lojze Krajnčan, arr. Lojze Krajnčan) - S tabo (Desa Muck, Lojze Krajnčan, arr. Lojze Krajnčan) - Pravjo, da nej bi shujšala (Andrej Rozman Roza, Lojze Krajnčan, arr. Lojze Krajnčan) - Bela pravljica (Kajetan Kovič, Janez Dovč, arr. Lojze Krajnčan, Kaja Draksler) bonus (v spomin na koncerte šansonov in zimzelenih melodij) - Ježkov potpuri (pesmi Franeta Milčinskega Ježka, arr. Lojze Krajnčan) (gostje v Ježkovem potpuriju: Darja Švajger, Lara Jankovič in Jure Ivanušič) |